# Шон Ла (покрајина)
Шон Ла (виј. Sơn La) је једна од 58 покрајина Вијетнама. Налази се у региону Северозапад (Вијетнам). Заузима површину од 14.174,4 km². Према попису становништва из 2009. у покрајини је живело 1.076.055 становника. Главни град је Шон Ла (град).